# 야스이 세이이치로

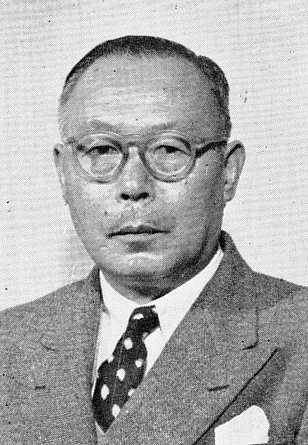
야스이 세이이치로

야스이 세이이치로(일본어: 安井 誠一郎, 1891년 3월 11일 ~ 1962년 1월 19일)는 일본의 관료이다. 참의원 의장을 지낸 야스이 겐은 그의 동생이다.

## 경력
- 1916년 11월: 문관 고등시험 합격
- 1917년 7월: 도쿄 제국대학 법과대학 법률학과(독일법) 졸업
- 1918년 10월: 이바라키현 이나시키군장
- 1920년 4월: 이바라키 현 이사관, 서무과장 겸 사회과장
- 1924년 1월: 가나가와현 이사관
- 1924년 3월: 가나가와 현 경시, 외사과장
- 1924년 10월: 도쿄부 서무과장
- 1925년 9월: 도야마현 서기관, 경찰부장
- 1927년 5월: 효고현 경찰부장
- 1928년 7월: 후쿠오카현 경찰부장
- 1929년 9월: 도쿄 시 사회국장 겸 보건국장
- 1931년 6월: 조선총독 비서관 겸 총독관방 비서과장
- 1933년 1일: 회계과장을 겸임
- 1933년 8월: 문서과장
- 1934년 11월: 조선총독부 전매국장
- 1936년 5월 ~ 10월 : 경기도지사
- 1936년 10월: 척무성 척무국장
- 1940년 4월: 니가타현지사
- 1947년 5월 ~ 1959년 4월: 도쿄도지사
- 1960년 11월 ~ 1962년 1월: 중의원 의원

## 참고 문헌
- 전간기관료제연구회 편, 하타 이쿠히코 저, 《전간기 일본관료제의 제도·조직·인사》, 도쿄 대학 출판회, 1981년